# Parafia św. Katarzyny Aleksandryjskiej w Brzyskorzystwi
Parafia Świętej Katarzyny Aleksandryjskiej w Brzyskorzystwi jest jedną z 11 parafii leżącą w granicach dekanatu żnińskiego. Erygowana w XIII/XIV wieku.

## Dokumenty
Księgi metrykalne:
- ochrzczonych od 1826 roku
- małżeństw od 1826 roku
- zmarłych od 1826 roku